# Presa de Palamós
La presa de Palamós fou un episodi de la Guerra dels Nou Anys en territori català. Palamós, vila portuària, estava emmurallada al final del segle xvii i disposava d'un castell al sud d'aquesta població i separada d'aquesta en el que avui s'anomena el Pedró una punta costanera. Palamós representava la possibilitat d'un punt de desembarcament al sud de Roses i un punt de control marítim. Nogensmenys la seva situació operativa era millorable tal com constata un informe d'Ambrosio Borsano per a la corona espanyola.
Les circumstàncies tàctiques van afavorir els interessos francesos que van controlar amb certa facilitat i rapidesa aquest punt entre mitjans del 1694 fins a l'any següent.

## Precedents
Després de la caiguda deshonrosa de Roses l'any anterior i la desfeta espanyola a la batalla de Torroella, l'exèrcit liderat pel Anne Jules de Noailles, duc de Noailles passà al sud del Ter avançant cap a Palamós.
L'estiu del 1693 Anne Jules de Noailles havia pres Roses i controlava les places fortes de la Cerdanya (Puigcerdà), aquesta posició amenaçava de poder davallar cap al sud Berga i Vic i per l'est des de Roses vers Girona. Tanmateix durant l'estiu del 93 les tropes de Noailles eren delmades per les desercions, les epidèmies i una eventual cessió de dotze esquadrons per a reforçar tropes al front de la Savoia.
Pel bàndol espanyol liderat per Alonso Pérez de Guzmán y Sotomayor, duc de Medina-Sidònia, durant la campanya de 1693 havia mobilitzat 2.200 infants i cinc trossos de cavalleria cap al Principat i havia repartit les seves forces entre les places de Tarragona, Castellfollit, Palamós, Girona i Berga
El duc de Medina-Sidònia va estacionar-se amb les seves tropes a Esponellà, sortint-ne el 24 de setembre camí de Camprodon on pretenia prendre Bellver, tanmateix Noailles efectuà moviments de tropes per a impedir l'avanç de les tropes Així l'hivern de 1693 es convertí en una situació d'impasse en que ambdós bàndols miraren de reforçar les seves posicions. Carles II destituí duc de Medina Sidònia com a virrei de Catalunya per Juan Manuel Fernández Pacheco-Cabrera de Bobadilla y de Zúñiga, duc d'Escalona-Villena que reclamà incrementar els terços de la Generalitat i del Consell de Cent en dotze companyies més (1.200 soldats) així mateix arribaren al Principat terços de Castella, Granada (aquests darrers a Palamós per mar) i Nàpols, en total uns 20.000 homes i 5.000 cavalls, que s'incorporaren a les forces hivernants.
Per la banda francesa Noailles rebé entre 15.000 i 30.000 infants i uns 5.000 o 6.000 cavalls segons la font. que passaren al Principat pel pas de la Jonquera, avançant per l'Empordà fins a Sant Pere Pescador.

## Setge francès
El 30 de maig Noailles, només tres dies després de la batalla del Ter, ja havia arribat a establir setge contra Palamós. L'endemà s'establí dues bateries (7 canons) al Puig de les Creus per mar s'aproparen 30 naus i 40 galeres que desembarcaren cinc peces d'artilleria i tres morters. Entre els dies 2 i 6 de juny es bombardejaren els murs de la vila fins a obrir una escletxa a les muralles. El dia 7 les tropes franceses efectuaren assalts contra l'escletxa i el portal de Terra obtenint èxit i prenent la vila i sis-cents presoners. L'endemà es començà el bombardeig del castell. Després de dos dies de bombardeig i de l'obertura d'una escletxa el governador de la plaça decidí rendir la plaça. La guarnició fou feta presonera.

## Setge espanyol
La vila i el castell de Palamós fou dominada fins al 1695. L'abril d'aquell any Sant Feliu de Guíxols les tropes franceses (sis-cents homes) abandonen la vila per mar refugiant-se a Palamós.
Gastañaga, el nou virrei de Catalunya la recuperà sense necessitat de cap acció armada. L'agost de 1695 Gastañaga que preparava l'atac contra la vila negociant l'ajuda de l'almirall Russell, estimava la guarnició de Palamós en 10.000 infants i com a mínim 6.000 cavalls i dragons qualificats.
El 18 d'agost del 1695 arribà l'armada a tenir a tir Palamós, l'endemà desembarcaren 3.000 soldats anglesos i 1.200 holandesos (dividits en tres regiments) que ocuparen els turons propers entre Palamós i Palafrugell des d'on Vendôme intentà fustigar-los infructuosament fins al dia 21 en què es retiraren cap a Palafrugell. L'endemà es començà el bombardeig terrestre i marítim de Palamós, però s'hagué d'interrompre l'endemà per la mala mar cosa que també impedí un nou desembarcament de tropes. Sembla que les tropes imperials foren retirades pel seu líder, el landgravi de Hessen-Darmstad i, per tant, aixecat de fet el setge hispànic. Sembla que les diferències entre el landgravi i Gastañaga venien d'antic. El primer justificà l'aixecament del setge la indefensió de les tropes assetjants davant un possible atac provinent de Palafrugell.
Amb tot les tropes de Gastañaga foren replegades cap a Tordera i Llinars. El francesos començaren a destruir la plaça de Palamós, ja que molt malmesa després del bombardeig i disposant de la fortalesa portuària de Roses resultava un risc que fos recuperada per les tropes hispàniques. Les tropes franceses preferiren concentrar-se en les places de Girona i Roses.